# Dendronephthya hadzii
Dendronephthya hadzii is een zachte koraalsoort uit de familie Nephtheidae. De koraalsoort komt uit het geslacht Dendronephthya. Dendronephthya hadzii werd in 1959 voor het eerst wetenschappelijk beschreven door Tixier-Durivault & Prevor. 